# Grand Pavois de Paris
Grand Pavois de Paris (česky doslovně Velká pařížská pavéza) je rozsáhlý obytný komplex, jeden z největších v Paříži, který zabírá území mezi ulicemi Rue Vasco-de-Gama, Rue de Lourmel, Rue Lecourbe a Rue Leblanc v 15. obvodu.
Výstavba probíhala v letech 1969–1971 ve dvou fázích. Stavbu projektovali architekti Hebert a Fayeton pro developerskou společnost Altarea Cogedim. Komplex se skládá ze dvou budov, které jsou vzájemně propojeny. První je 4-podlažní, má zhruba elipsovitý půdorys, přerušený pouze v severní části na rohu ulic Vasco de Gama a Lourmel starší zástavbou. Druhá budova má 16 pater a tvar bumerangu.
Hlavní prostor zabírají byty, kterých je přes 600. Jihovýchodní průčelí vyšší budovy se skládá výhradně z balkonů, zatímco fasáda na druhé straně je vybavena okny s lomenicemi. V budově sídlí také množství obchodů, kino, čerpací stanice, supermarket a mnoho dalších firem.
K budovám patří několik zahrad, jednak veřejný park a dále okrasné zahrady mimo budovu.